# اونیل فورد
اونیل فورد (به انگلیسی: O'Neil Ford) (متولد ۱۹۰۵ - درگذشته ۱۹۸۲)، معمار آمریکایی قرن بیستم اهل تگزاس بود.
فورد اهل سن آنتونیو در تگزاس بود. روزنامه واشنگتن پست در یکی از شماره‌های خود از او به عنوان یکی از بزرگترین معماران ناشناخته آمریکا نام برد. از میان دیگر آثار او، او محوطه فضاهای دانشگاه ترینیتی، دانشگاه تگزاس در سن آنتونیو، و دانشگاه زنان تگزاس را طراحی کرد.
او در دانشگاه شمال تگزاس معماری را آموخت، و در ۱۹۸۲ درگذشت.